# Даугавпилсский трамвай
Даугавпилсский трамвай (латыш. Daugavpils tramvajs) — вид городского общественного транспорта в Даугавпилсе. После попыток городского управления обзавестись трамваем на рубеже XIX—XX веков, первый трамвай в городе был пущен 5 ноября 1946 года. Управляется муниципальным предприятием общественного транспорта АО «Daugavpils satiksme».

## История

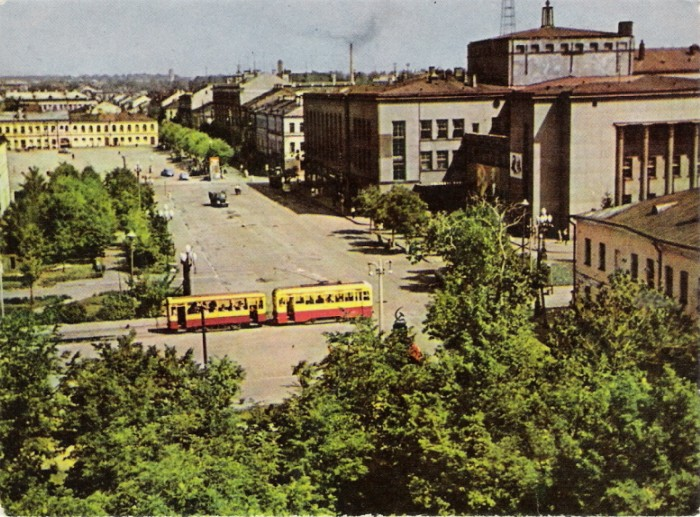
Трамвай около центральной площади, 1950-е годы

Необходимость введения движения общественного транспорта в Двинске (название Даугавпилса до 1920 года) назрела уже в конце XIX века. В 1893 году здесь насчитывалось 38 фабрик и заводов, а население составляло около 70 тысяч человек.

### 19 век
C 1895 года Двинская городская управа начала вести переговоры о строительстве трамвая.
В начале 1898 года городская дума учредила особую подготовительную комиссию, которой поручила рассмотрение проектов, поступивших от разных фирм, желавших принять участие в строительстве первой в городе электростанции и линии электрического трамвая. Помимо трамвайной системы электричество предполагалось использовать для электрического освещения города, а так же для технических и промышленных целей. Городской управой предполагалось обустройство и эксплуатация электростанции и электрического трамвая по договору концессии одному юридическому лицу сроком на 40 лет. За вероятный доход за предоставления услуг трамвайного движения город ответственности не нёс. Предприниматель мог выбрать любой маршрут для строительства трамвайных путей, но с условием, чтобы железной дорогой были соединены Рижский вокзал, собор, почтово-телеграфная контора, Гривская переправа, реальное училище, женская гимназия и фабрика Закса. Предприниматель должен был построить путепровод через Рига-Орловскую железную дорогу. Примерная стоимость возведения путепровода была описана в 100 000 рублей. 22 марта 1898 года городская управа Двинска располагала проектом трамвайного сообщения одной Берлинской фирмы. Берлинская фирма в своём предложении выдвинула ряд условий городу. Самое важное из них это то, что город за свой счёт будет строить путепровод. После этого особая подготовительная комиссия выработала проект условий об устройстве электрических освещения и трамвая, который состоял из 40 параграфов. 8 апреля 1898 года он был отослан на заключение как сведущих лиц, так и фирм.
Железная дорога проектировалась в один путь, шириною в 1 метр с необходимыми по проекту разъездами. Предприниматель обязывался содержать в порядке предоставленную в его пользовании полосу пути для трамвая, предназначавшийся, как для пассажирского, так и для грузового движения. Плата за проезд по линиям устанавливалась 5 и 3 копейки, для учащихся 3 копейки. С доходов от эксплуатации трамвая предприниматель обязывался вносить в доход города за 1-е десятилетие 1,5%, но не менее 600 рублей, за 2-е десятилетие 2,5%, но не менее 1000 рублей, за 3-ье десятилетие 4%, но не меньше 1600 рублей и за 4-е десятилетие 5%, но не менее 2000 рублей ежегодно.
Город мог выкупить предприятие по истечении 20 лет, а затем этим правом предоставлялось воспользоваться по истечении одной из следующих по капитализации из 5%, и, наконец, по истечении срока концессии всё имущество предприятия переходило в собственность города безвозмездно.

### 20 век
Были предложены проекты в 1910, 1912 годах, но недостаток средств, а затем Первая мировая война, Гражданская война, послевоенная разруха отодвинули решение проблемы.
В мае 1946 года принято решение о строительстве городского трамвая.
Строительство началось 11 июня 1946 года.
Первая трамвайная однопутная линия с семью разъездами, длиной 5,7 км, проходила по маршруту Кожзавод — Вокзал. При строительстве была разбита на восемь участков, закреплённых за определёнными предприятиями города, оказывавшими помощь при укладке пути. Линия была построена за 123 дня. В первое время использовались 4 вагона типа «Феникс» постройки 1901 года.
В 1947 году был согласован проект второй очереди — протяжённостью в 3,5 км, от улицы Сарканармияс (ныне улица 18 Ноября) до Старого Форштадта. он шёл как сейчас проведен 4 маршрут.
В 1949 году проведена ветка от центрального рынка до Крепости, в которой 23 февраля 1948 года было основано военное училище.
В 1962 году была продлена линия от Кожзавода до завода химволокна, в 60-х годах переключен съезд в сторону Химии в связи с построенными заводами на окраине города, а к середине 1970-х годов основной маршрут «Вокзал — Завод химволокна» стал полностью двухпутным.
В 1977 году построено кольцо в Крепости, двухкабинные вагоны ушли с линии Рынок-Крепость.
В 1987 году было 4 маршрута. В августе-сентябре после пробного движения маршруты № 3 «Вокзал — Стропы» и № 4 «ЗХВ — Крепость» объединили в постоянный маршрут № 3 «Крепость — Стропы».

### 21 век
В 2009—2011 годах, при строительстве путепровода под железнодорожными путями, соединяющего Новое Строение с Новым Форштадтом, была подготовлена специальная полоса для запланированного продления маршрута № 2.
В 2009 году разобран разъезд на остановке "ул. Балву", оставлен один путь маршрута №3 по ул. Циетокшня.
1 января 2014 года АО «Tramvaju uzņēmums» («Трамвайное предприятие») было объединено с АО «Daugavpils Autobusu parks» («Даугавпилсский автобусный парк»), образовав единое муниципальное предприятие общественного транспорта — «Daugavpils satiksme».
В настоящее время протяжённость трамвайных путей составляет 27 км + 2,14 км. На предприятии работает 326 сотрудников. Ежегодно даугавпилсский трамвай перевозит около 9 млн пассажиров.
С 17 сентября 2019 года из-за реконструкции путей до вокзала маршрут № 1 направлен в Крепость, конечную маршрута № 3, с отменой части дневных рейсов. 2 января 2020 года в 14.30 трамваи пошли к вокзалу, перерыв в движении с 17 сентября 2019 года закончился.
31 октября 2019 года планировалось продлить маршрут № 3 до городской больницы в Стропах по линии, строившейся с 2018 года, однако открытие было перенесено. Участок хотели открыть в середине ноября 2019 года. Новый срок — начало января 2020 года, перенос на февраль 2020. 5 февраля 2020 года открыли участок и изменение расписания.

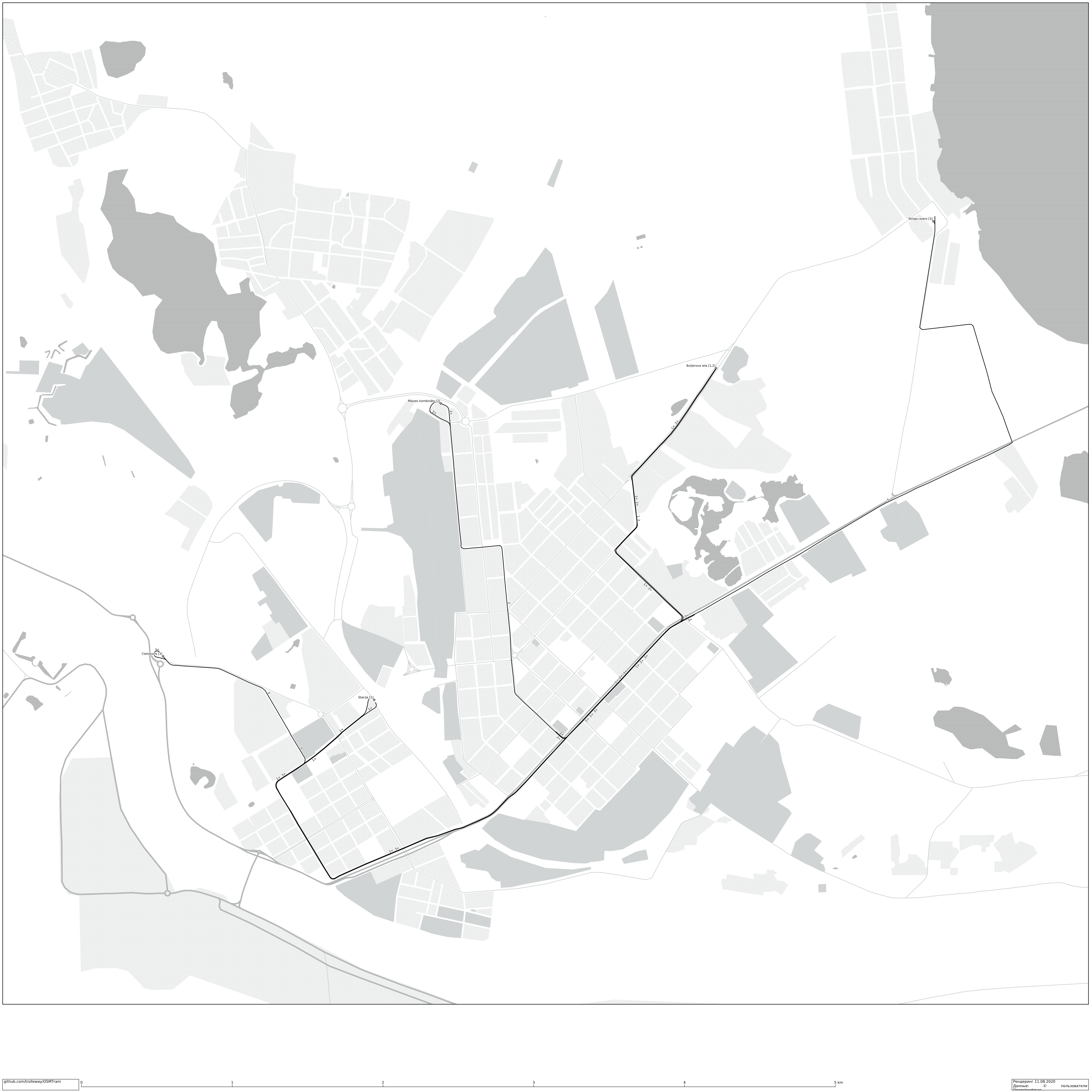
Карта трамвайных маршрутов с весны 2020

31 января 2020 года новые трамваи с пантографами пошли по маршруту № 2, а 14 октября начали курсировать по линии первого маршрута.
С 2 декабря 2020 начали ремонтные работы на линии 3 маршрута на участке Рынок — Крепость (пока от Виенибас до кольца в крепости), будут менять путь и контактную сеть, трамвай ходит на Вокзал.
С весны 2021 года добавились солнечные батареи для освещения остановок.
7 октября 2021 года комиссия приняла линию 3 маршрута после реконструкции участка Рынок — Крепость.
14 октября 2021 года изменилась трасса трамвая № 3: маршрут перестал ходить на вокзал и вернулся на трассу в крепость.
24 января 2022 года запущен маршрут № 4 «Вокзал — Старый Форштадт».. Первым рейсом в 06.20, вагон №01, к открытию был вынесен флаг Градишке. проезд 25 минут.
С 15 мая 2023 года изменилась схема движения трамвая №3, закрытие движения в Стропы, с уменьшением числа рейсов, по маршруту начал ходить автобус №99.
Даугавпилс сатиксме ждет реорганизация из акционерного общества в общество капитала — упразднится совет предприятия из трёх человек, будет экономия средств. 18 мая 2023 года в заседании Магистрата, депутаты утвердили это изменение и ликвидацию совета.
18 мая 2023 года ДС заключило договор о реконструкции линии маршрута №2 (от 18 ноября до Яня), стоимостью 11 769 178,47 евро. 19 июня 2023 года временно закрылись маршруты № 2 и 4 в связи с реконструкцией пути.
10 августа 2023 года по трассе закрытого маршрута №2 начал работу компенсационный автобус №98.
В конце сентября 2023 года предполагалось, что маршруты № 1 и 3 тоже будут временно упразднены, а вместо них будет запущен компенсационный автобус №97. Позднее сообщено, что движение данных маршрутов будет закрыто только 2-16 октября и 2-17 ноября 2023 года.18 ноября 2023 года был отменён компенсационный автобус №97.
В январе 2024 сообщено , что 2 и 4 маршруты трамвая откроются по наладке оборудования, в том числе контактной сети.
23 января 2024 вице-мэр/вице-бургомистр А. Васильев сообщил, что новый маршрут №5 Крепость-Стропы (через Химию), открытие движения 25 января 2024.
13 февраля 2024 года восстанавливается/возобновляется движение трамвая №2, сообщил мэр/бургомистр А. Элксниньш 13 февраля начато движение 2 трамвая
C 18 марта по 29 апреля 2024 опять закрыто движение 2 трамвая, доделка незавершенного в рамках проекта в зиму, открытие вновь с 30 апреля На этот период возобновляется автобус №98.
С 1 мая 2024 возобновлено/восстановлено движение на маршрутах 2 и 4 с отменой автобуса №98 с 1 мая.
Утверждено расписание трамваев № 3 и 5.
В мае 2024 объявлен конкурс на должность директора ДС до 27 июня 2024, оклад 3 000 евро.
C 21 июля 2025 закрылся участок линии 3,5 маршрута по ул. 18 ноября, от ул. Клуса до Братского кладбища на 3 недели (ремонт пути), на участке будет ходить автобус. 17 июля 2025 сообщение о временных автобусах 103, 105 вместо трамвайных маршрутов 3,5, расписание и схема.
7 августа 2025 возобновляется движение трамваев №3 и 5, с отменой временных автобусов №103 и 105.

## Маршруты
| № | Название                                                                       | Год открытия | Продление линий | Кол-во остановок | Длина  | Время поездки |
| - | ------------------------------------------------------------------------------ | ------------ | --------------- | ---------------- | ------ | ------------- |
| 1 | ул. Бутлерова — Вокзал Butļerova iela — Stacija                                | 1946         | 1962            | 19               | 6,8 км | 28 минут      |
| 2 | ул. Бутлерова — Форштадт Butļerova iela — Forštadte                            | 1947         |                 | 17               | 5,7 км | 23 минуты     |
| 3 | Крепость - Стропы - Химия - Крепость Cietoksnis - Stropi - Ķīmija - Cietoksnis | 1949         | 1959, 1960,2024 | 41               | 8,8 км | 70 минут      |
| 4 | Форштадт — Вокзал Forštadte — Stacija                                          | 2022         |                 | 16               | 6 км   | 25 минут      |
| 5 | Крепость - Химия - Стропы - Крепость Cietoksnis - Ķīmija - Stropi - Cietoksnis | 2024         |                 | 41               |        | 70 минут      |

- 1-й маршрут. Белый. Открыт в 1946 году. Первоначально соединял Кожзавод с центральным вокзалом. В начале 1960-х, в связи со строительством завода химволокна и нового микрорайона, принято решение продлить трамвайные пути до Стропского леса. В 1962 году маршрут продлён на 2,2 км и заканчивается в депо. В середине 1970-х — 1-й маршрут стал полностью двухпутным.
- 2-й маршрут. Оранжевый. Открыт в 1947 году как вторая очередь трамвая в городе. От основного маршрута (1-й маршрут) проложена ветка длиной 2,7 км до Старого Форштадта. Маршрут планировалось продлить на 1,9 км до Нового Форштадта. С 19 июня 2023 закрылся надолго в связи с реконструкцией пути. Открыт 13 февраля 2024 после реконструкции[32] Временно был прерван с 18 марта по 30 апреля 2024 по доделкам пути, возобновлён 1 мая 2024.
- 3-й маршрут. Зелёный. Открыт в 1949 году. Линия длиной 1,3 км соединила Крепость и Центральный рынок. Позднее была соединена с основным маршрутом. В 1959 году проложена ветка до Стропской эстрады, в 1960 году линия продлена до Стропского озера. Начиная от Кожзавода идёт одиночная линия с двумя разъездами: Komunālie kapi и Estrāde. В 2019 году к маршруту пристроен участок длиной 2,14 км, с подходом к Даугавпилсской региональной больнице, с обустройством 4 остановок на новом отрезке маршрута. Старая линия демонтирована осенью 2023 года[41].
- 4-й маршрут. Синий. Изначально, открыть маршрут планировалось в 2020 году. Впоследствии, дата открытия несколько раз сдвигалось, сначала дату открытия переназначили на ноябрь 2021 года[16][42], потом открытие было отсрочено до конца января 2022 года[43]. В мае 2021 года на маршруте уложены стрелки для съезда[44]. 24 января 2022 состоялся пуск 4 трамвая, периодичность — раз в час[45][46]. 19 июня 2023 маршрут закрылся надолго в связи с реконструкцией пути. Возобновлён/восстановлен 1 мая 2024.
- 5-й маршрут. Жёлтый[47]. Открыт 25 января 2024, первым рейсом в 06.16 от Крепости, вагон №018, интервал движения раз в час[1][48]. Круг занимает 70 минут, на открытие вынесен градский флаг[49], сделаны фотографии, было примерно 20 пассажиров.

## Депо

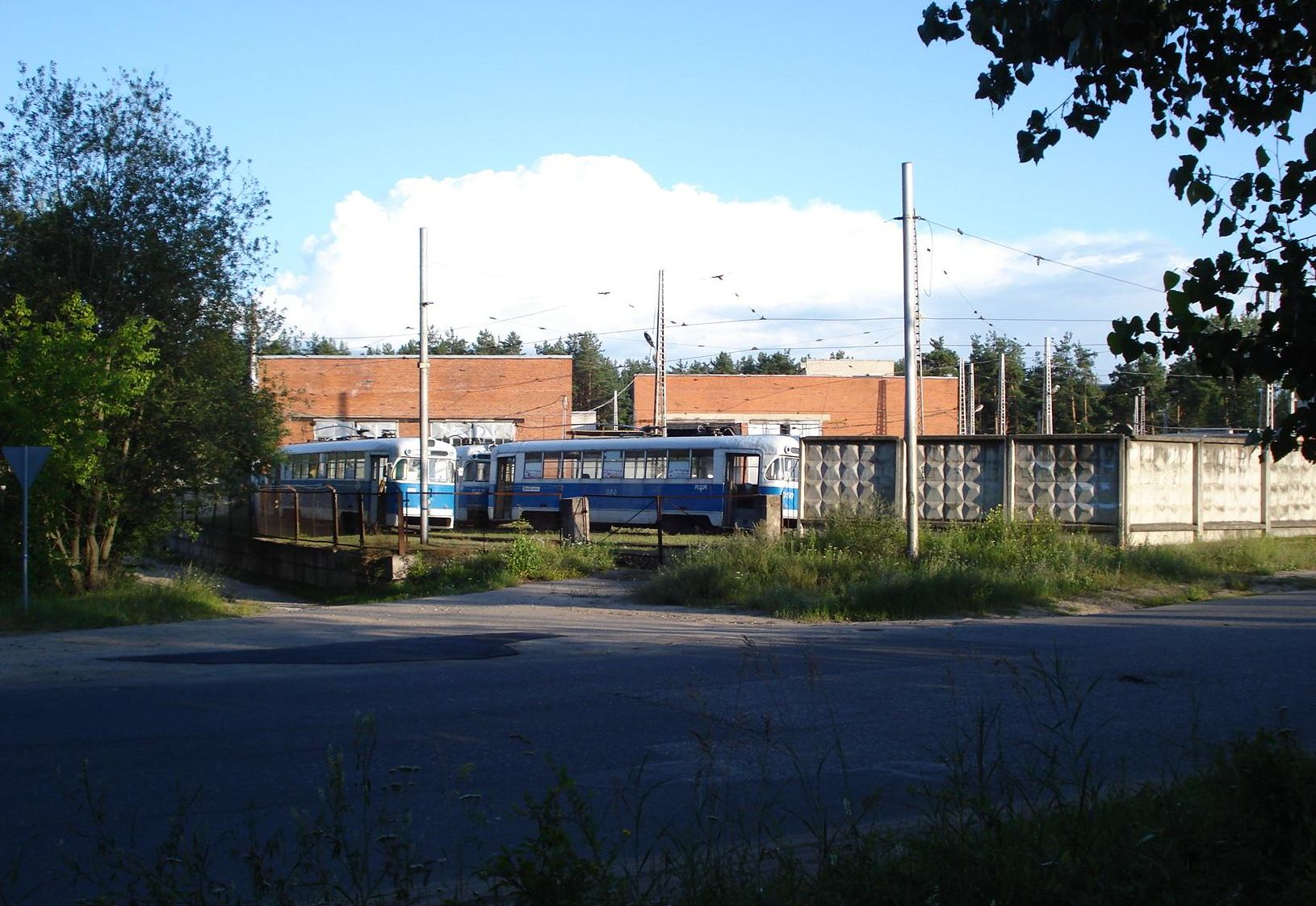
Трамвайное депо на ул. Ятниеку

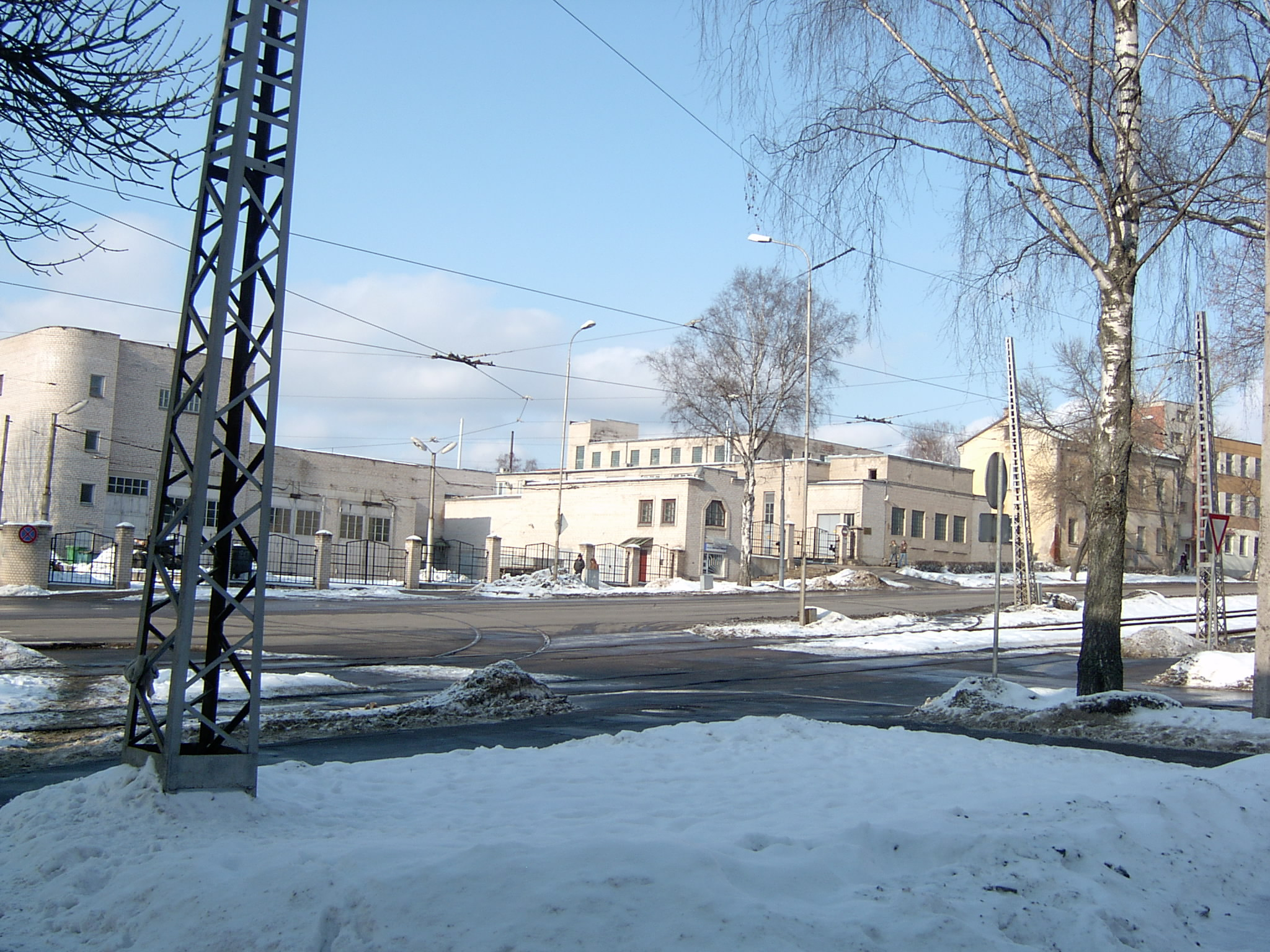
Старое трамвайное депо

У трамвайного предприятия имеется одно депо, где осуществляется ремонт и хранение подвижного состава. Располагается в посёлке Химиков в конце улицы Ятниеку (бывшей Гагарина). В этом депо, кроме пассажирских вагонов, находятся трамваи-снегоочистители. Раньше был один съезд/заезд в депо, по продлении линии в 2023 году сделан ещё съезд/заезд в сторону Строп.
Имеется также старое/начальное депо в районе Кожзавода, где проводится ремонт и покраска трамваев. В депо стоит трамвай памятник с бортовым номером 46/ отсылка на год открытия трамвая в городе в 1946 году. В депо ведет один съезд/ране было два/, на территории депо съезд делится на три ветки для трамваев, ведущие в отдельные стойла, ждущих ремонта или идущих на разбор на запчасти. Старое депо перестроено в конце 1980-х годов. В 2023 году в нём расположены/располагались трамваи на момент закрытия основного депо в апреле - 10 дней и октябре - 15 дней.

## Подвижной состав
| Модель вагона | Количество             | Примечание                                                                           |
| ------------- | ---------------------- | ------------------------------------------------------------------------------------ |
| РВЗ-6         | 2                      | Экскурсионный и ресторан                                                             |
| КТМ-5         | 10                     | 2 списаны                                                                            |
| КТМ-8         | 1                      |                                                                                      |
| КТМ-23        | 8                      |                                                                                      |
| КТМ-31        | 4                      |                                                                                      |
| Tatra T3DC    | 11 (включая служебные) | 2 снегоочистителя и 1 рельсошлифовальщик                                             |
| EVO 1         | 4                      | Построенных на Даугавпилском локомотивном заводе “DLRR” с поддержкой чешских коллег. |

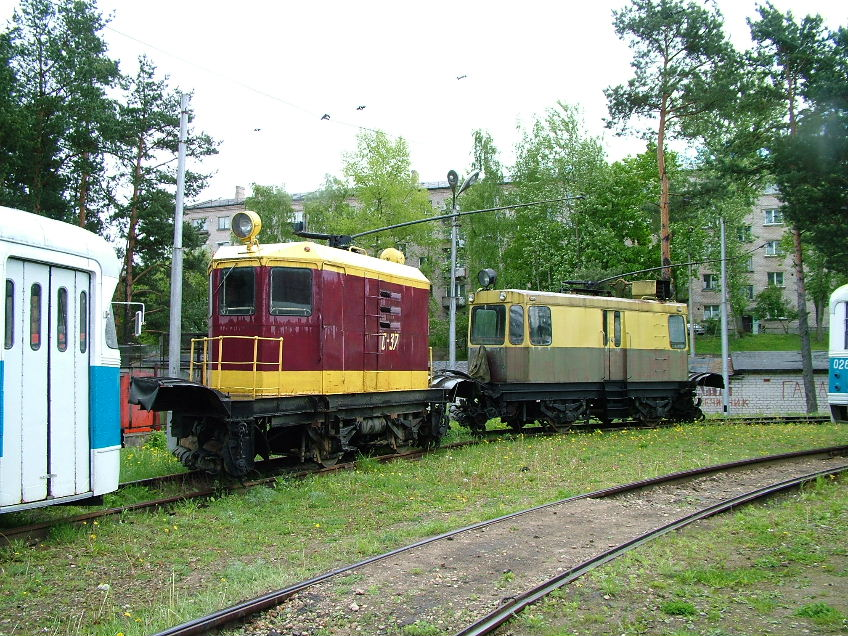
Служебные вагоны

В марте 2013 года в рамках проекта по реновации инфраструктуры планировалось закупить 12 новых низкопольных вагонов производства «Белкоммунмаш» — восемь моделей АКСМ-62103 и четыре — АКСМ-843. Однако, в связи с невыполнением взятых на себя обязательств, договор с «Белкоммунмашем» был расторгнут, и в марте 2014 года был объявлен новый конкурс на поставку уже 14 трамваев.
Новые вагоны 71-623 и 71-631 прибыли с УКВЗ во второй половине сентября 2014 года. Началась новая нумерация вагонов: № 001—008 — 4-осные вагоны длиной 14 метров (8 штук), № 009—012 — 6-осные вагоны длиной 24 метра (4 штуки). На линию три первых вагона (2 четырёхосных, 1 шестиосный) вышли 30 сентября 2014 года.
В качестве токосъёмного устройства на вагонах используется штанга.
Новые вагоны «Сity Star» (71-911) получили нумерацию № 14-21, 8 штук, также, на них установлена не штанга, а пантограф. Для использования новых вагонов, в городе реконструируется контактная сеть. Вагоны имеют бордово-жёлтый окрас, в такой цвет красили первые трамваи в Даугавпилсе. 31 января 2020 года два новых трамвая № 014 и 016 вышли на линию маршрута № 2. В начале 2021 года уменьшен свист трамваев при рекуперации, пока первых 4 вагона из восьми.
Уникальный в Латвии и Европе вагон № 114 после реконструкции путей не может ездить по ним из-за своей ширины кузова, готовится в музей техники в крепости
На 2020 год Даугавпилсский трамвай является единственной трамвайной системой среди стран Евросоюза, в которой эксплуатируются пассажирские трамваи российского производства.
5 февраля 2022 года объявлен конкурс на закупку 12 новых вагонов, с делением поставки на три части, поставка за 14 месяцев. Конкурс провалился, не поступило ни одного предложения. 8 апреля 2022 года объявлен повторный конкурс на поставку 12 вагонов, с делением поставки на три части, поставка за 14 месяцев.
В сентябре 2022 года новые вагоны городу поставит ЛРЗ, победитель конкурса.
- Вагонный парк составляет 45 вагонов.

17 октября 2023 года показан первый трамвай №22, изготовлен/собран на заводе ЛРЗ. В ночь на 18 октября с завода вывезен и поставлен на рельсы улицы 18 ноября, через день в ночь 20 октября поставили второй вагон №23, для плановой обкатки 250 км, пред вводом в строй для перевозки пассажиров на линии.
В ноябре 2023 года появились ещё два вагона, №24, №25.
Центральное агентство по финансовым договорам (CFLA) дало заключение о процедуре и цене 4 новых вагонов в закупке сентября 2022 года .
На декабрь 2023 года все четыре вагона ЭВО/Прагоимпекс находятся в ДС, ведется их обкатка для работы с пассажирами, сообщил директор С. Благовещенский. Все четыре вагона Прагоимпекс прошли проверку/получено заключение специалистов, в первый рейс выйдут на линию 25 декабря 2023. Вышли в первый рейс четыре пражских вагона, на снимках № 22 и 24.

### Историческая техника
В составе ДС есть историческая техника, один трамвай стоит как памятник на территории старого депо РВЗ-6. Другой трамвай музейный №65 - обслуживает экскурсии. Имеется служебный подвижной состав, на 2024 год это три экземпляра служебного подвижного состава - снегоуборщик, вышка контактной сети, цистерна, пассажирский вагон. Сообщено о начале реставрационных работ, итог будет показан во второй половине 2025 года в старом депо, 18 ноября 183.
14 января 2025 года сообщено о завершении реставрации рельсошлифовального вагона № 403, 1972 года выпуска .
В феврале 2025 сообщено о ведущейся работе по приведению в порядок внешнего вида трамвая №61 РВЗ, как еще один ретро трамвай, в дополнение к вагону №65 для особых мероприятий.

## Оплата и стоимость проезда
При открытии движения в трамвае работали кондукторы; с 1 июля 1973 года была введена талонная оплата проезда пассажиров. До начала 1991 года стоимость проезда составляла 3 коп. В 1992 году возвращены кондукторы.
В настоящее время оплата проезда производится непосредственно в вагоне у кондуктора. Цена обычного билета (с 1 сентября 2018 года) составляла 0,50 евро, в выходные и праздничные дни — 0,25 евро. Также существуют месячные проездные билеты, годные на все четыре маршрута. Определённые категории жителей могут получать льготные билеты с 50- или 100-процентной скидкой.
Озвучено мнение мэрии о переходе на электронную оплату проезда в трамвае, которую планировалось внедрить с 2016 года.
Сейчас/осень 2023/ проезд стоит 70 центов, пенсионеры платят 20 центов.
Предприятие выступило с инициативой повышения тарифа с 70 ц до 1 е с ростом минималки до 700 е, 528 работников, и соответственно с ростом себестоимости проезда с 1.26 до 1.56 е с 1 января 2024 года, рост дотаций мэрии/ магистрата с 3,6 мил е в 2016 до 10 мил е в 2024 Пенсионеры будут платить 50 центов, вместо ранее 20. В декабре 2023 на заседании комиссии мэрии/магистрата не получено обоснование роста тарифа до 1 е от ДС/Благовещенский - он был отвергнут.
15 февраля 2024 в заседаниях комиссий мэрии/магистрата принято решение о поднятии цены тарифа до 1 е, с нынешних 70 центов - с 1 марта. 20 февраля 2024 в заседании мэрии/магистрата утверждён тариф 1 е, пенсионерам 50 ц, перечислены льготники и виды проездных 45 и 35 евро 
подробнее на сайте ДС.

## Руководители предприятия
С 1946 года (список неполный):
- Ефремов (упоминание в документах 22.02.1965, 25.12.1967, 03.06.1971, Фонд 109, л.1,2,4 Даугавпилсского зонального госархива)
- Китов (упоминание в документе 21.05.1974, Фонд 109, л.6 Даугавпилсского зонального госархива)
- Ли Ф. А. (упоминание в документах 20.06.1978 и 18.06.1981, Фонд 109, л.5,9 Даугавпилсского зонального госархива)
- Дубровский В. А. (упоминание в документе 23.03.1984, Фонд 109, л.13 Даугавпилсского зонального госархива)
- Радченко Виктор И., по 2002 год (упоминание в документах 26.03.1987, 29.03.1990,12.05.1995, 03.05.1995, Фонд 109, л.18,23,27,29 Даугавпилсского зонального госархива)
- Лагун Виктор О., 2002—2004 год
- Иванов Геннадий М., 2004—2009 год.[83][84]
- Мигланс Хенрих, 7.07.2009[85] — 14.01.2010[86]
- Ольга Широкая, 15.01.2010[87] — 7.09.2010[88]
- Мекш Эвалд Викторович, 7.09.2010[89] — 25 июля 2017.
- Дмитрий Родионов (и. о.), с 25.07.2017[90] по 24.10.2017[91].
- Роман Савицкий, с 25.07.2017 и. о.[90], с 24.10.2017 по 15.07.2019[92][93] — полновесный начальник[91][94].
- Сергей Благовещенский полновесный начальник с 24.10.2017[91][94] по 8 ноября 2018[95], на его место временно введён до конкурса Евгений Оленов[96].15 июля 2019 года назначен временным руководителем ДС до конкурса на нового руководителя[97][98]. 21 февраля 2024 года уволен с поста, согласно своего заявления об увольнении[99], исполнительным директором мэрии/магистрата Сабиной Шнепсте, на его место и.о назначен Артис Друвиниекс[100].
- и.о Артис Друвиниекс, с 21.02.2024 - н.в.

## Происшествия
8 августа 2010 года около 16 часов, после сильнейшего урагана (30 м/с), в городе было прервано движение всех трамваев на несколько часов. Контактная сеть оказалась нарушена в семи местах. Повреждён один вагон от упавшего дерева, выбившего стёкла, около ЛРЗ. К 18:35 возобновили движение маршруты 1 и 3 маршрут, 2 возобновил движение лишь утром следующего дня. Ущерб трамвайного предприятия от урагана составил составил 1500 лат.
6 мая 2011 года в 8:30 грузовик поднятым кузовом сорвал контактную сеть в районе Центральной площади. Вследствие этого не ходили маршруты 1 и 3. Движение было восстановлено в 11:54. На перекрёстке улиц Саулес и Виенибас пострадала реклама спортивного магазина, оборванная проводами.
13 февраля 2022 года в 13.37 столкновение вагона КТМ-5 № 112 3-го маршрута и микроавтобуса на перекрёстке Кандавас/Циетокшня, оба водителя попали в больницу.

## Перспективы
К 2020 году в городе планировался новый трамвайный маршрут — из Центра на Новый Форштадт (требовалось построить из центра съезд с ул. 18 Ноября на ул. Вентспилс и продлить линию на Новый Форштадт по ул. Латгалес под транспортными виадуками). Летом 2019 года съезд был построен. Также к 2020 году планировалось открыть ещё один, 4 маршрут. В 2021 году весной добавят вторую стрелку на съезде с 18 ноября на Вентспилс. С 18 по 21 мая 2021 года добавили недостающую стрелку, возник первый треугольный съезд трамвая в городе.
Также в 2018 году начались работы по прокладке путей вдоль Петербургского шоссе от ул. Васарницу (куда уходит трамвай маршрута № 3) в сторону ул. Чиекуру. Открытие участка состоялось 5 февраля 2020 года.
С 1 августа 2019 года была введена электронная продажа билетов, бумажные билеты уйдут в историю. С 1 сентября полный переход на электронику.
В будущем может быть закольцован 1 и 3 маршрут трамвая по Химии — Стропы, деньги 12 млн евро дают из Минтранса ЛР, о чём сообщил министр транспорта при рабочем визите в Даугавпилс 19 июня 2019 года.
7 января 2021 года Кабинет министров выделил городу 23 миллиона евро на покупку 12 новых вагонов и постройку линии на Новый Форштадт. Схема линии с вариантами, постройка до конца 2023 года.
В январе 2022 года объявлен конкурс на проектирование и строительство линии в Даугавпилсскую крепость по ул. Стацияс. Конкурс отправлен на доработку и объявлен новый конкурс по этой ветке до 12 апреля 2022 года. В сентябре 2022 года этот проект линии по ул. Стацияс отменён, но подорожает строительство линии Химия — Стропы с 8,4 до 12,4 млн евро.
На сентябрь 2022 стал известен победитель, выигравший конкурс на прокладку линии Химия — Стропы для кольцевания 1 и 3 трамвая — это рижская компания АСВ. Стоимость строительства составляет 11,287 млн евро, срок строительства до конца 2023 года.
В январе 2024 года был открыт 5 маршрут. Жёлтый. Открыт 25 января 2024, первым рейсом в 06.16 от Крепости, вагон №018, интервал движения раз в час. Круг занимает 70 минут, на открытие вынесен градский флаг, сделаны фотографии, было примерно 20 пассажиров.

## Фотогалерея

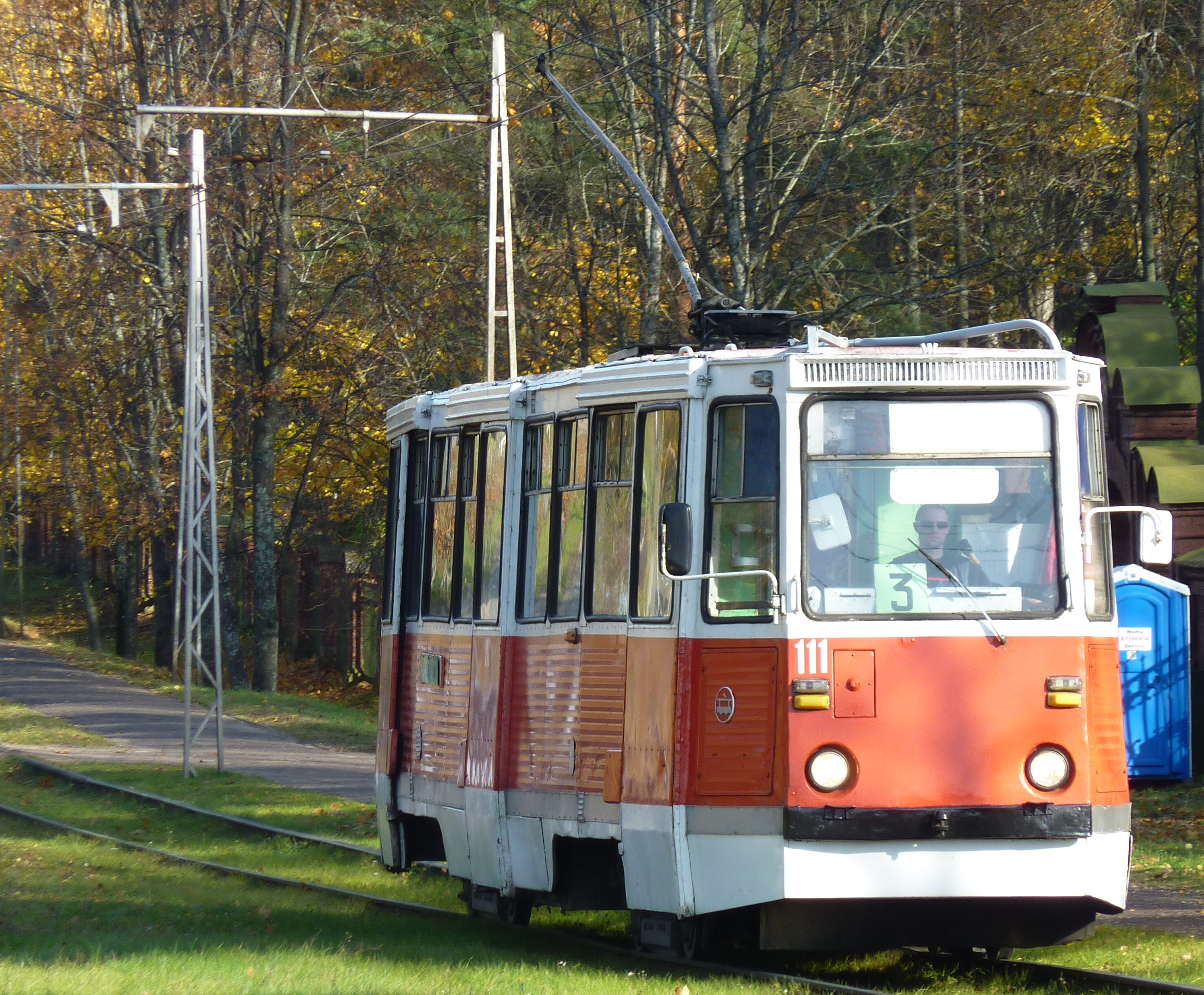
KTM-5
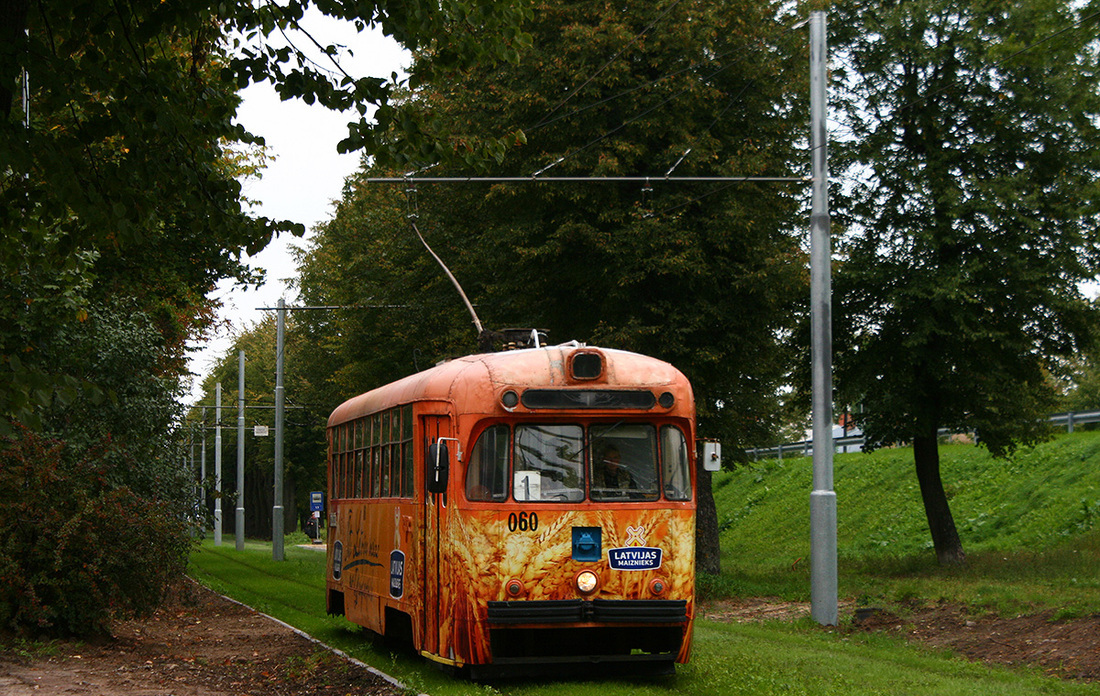
РВЗ-6
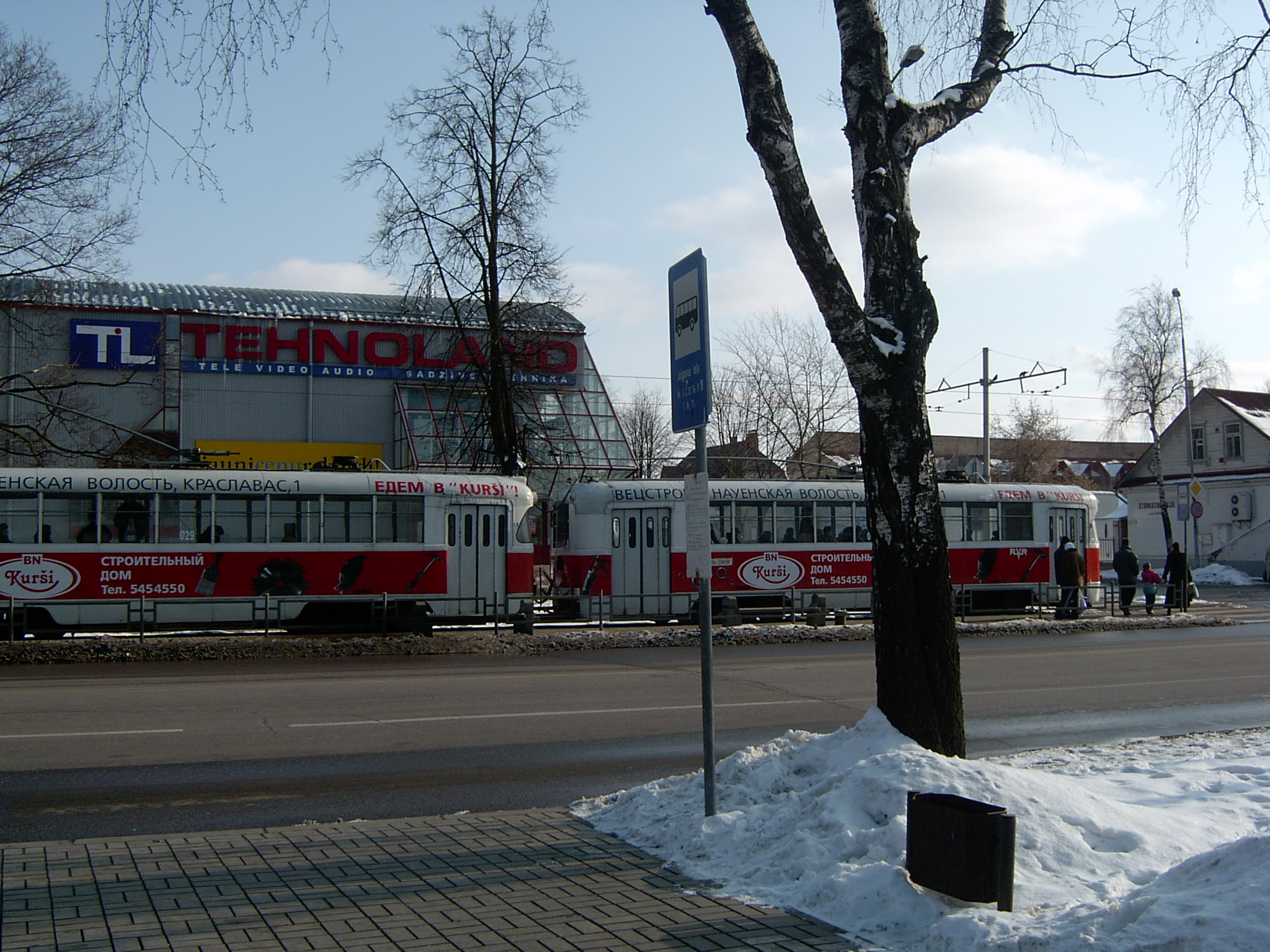
СМЕ в составе двух РВЗ-6
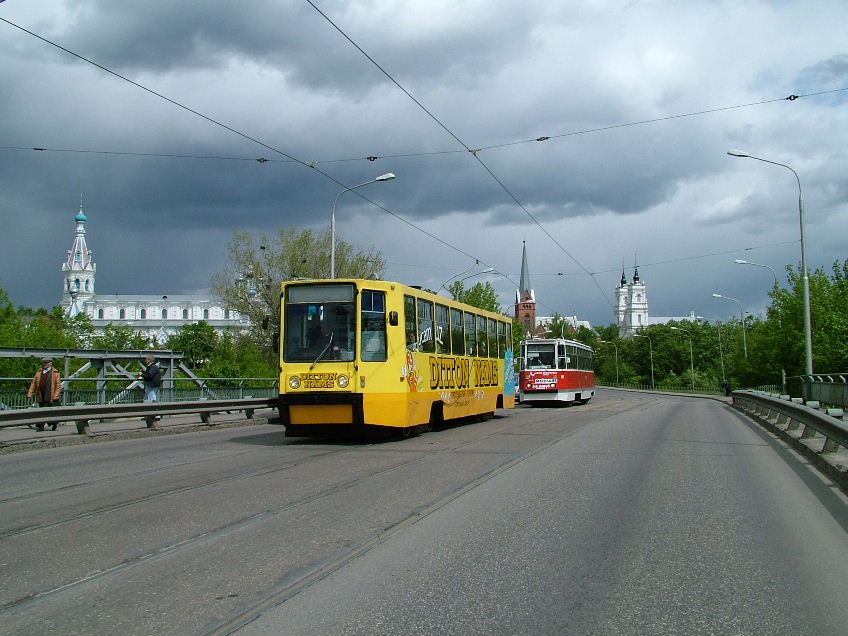
КTM-8 и за ним KTM-5
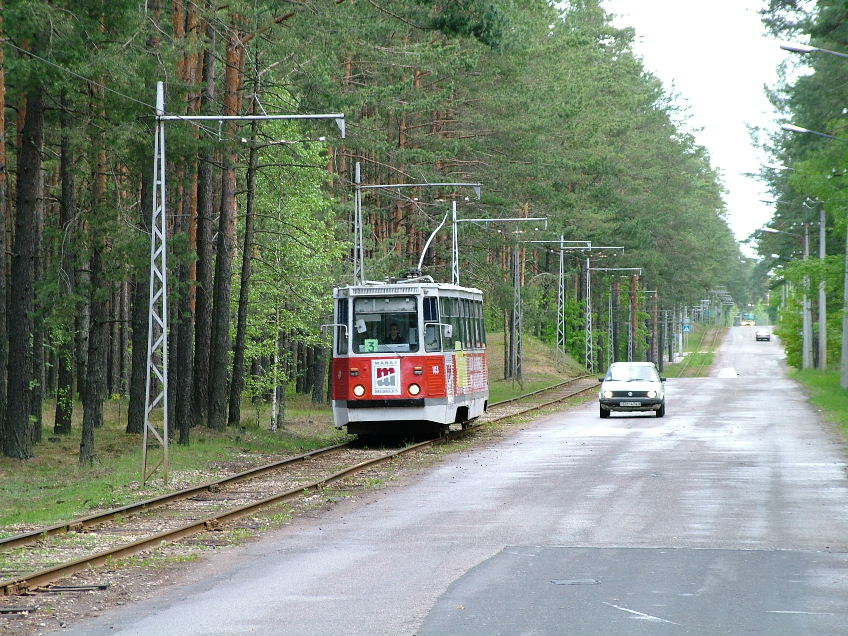
KTM-5
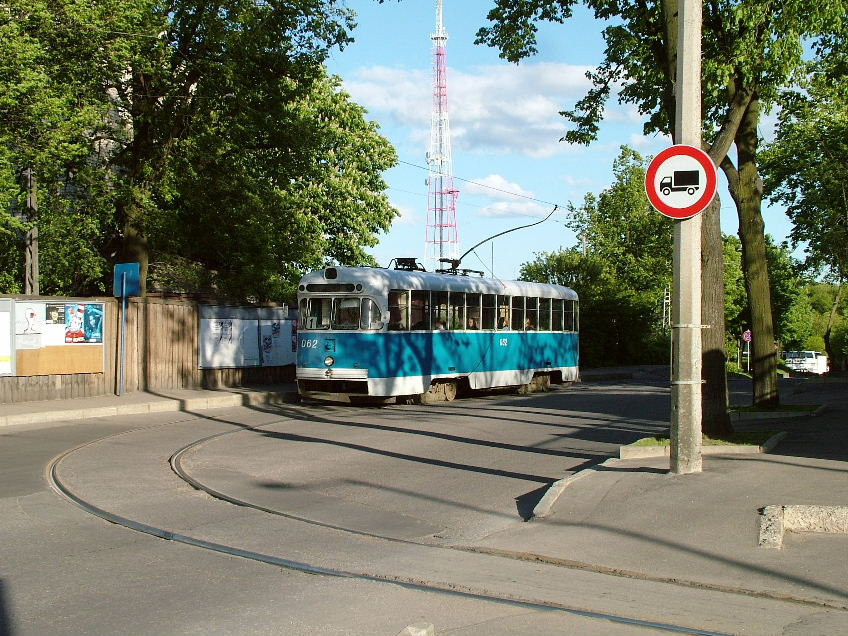
РВЗ-6

## Издания, посвящённые Даугавпилсскому трамваю
- К 50-летию трамвая в 1997 году выпущен иллюстрированный буклет по истории городского трамвая, текст на двух языках.
- В 2003 году выходил карманный календарик с видом трамвая на Центральной площади города.
- В 2006 году выпущен карманный календарик, посвящённый 60-летию предприятия (1946—2006), на латышском языке.
- В 2006 году изготовлен настенный календарь на 2007 год с логотипом трамвайного предприятия, датой «60 лет» и стихотворением «Трамвай и люди».